# Lukas Kirner
Pour les articles homonymes, voir Kirner.
Lukas Kirner (né le 19 octobre 1794 à Furtwangen et mort le 7 juillet 1851 dans la même ville) est un peintre et portraitiste badois de la Forêt Noire .

## Biographie
Lukas Kirner est le fils du cordonnier Johann Kirner (1772-1835) et le frère aîné du célèbre peintre de la cour du grand-duc de Bade Johann Baptist Kirner. Selon ses origines, il est lié à de nombreux agriculteurs et artisans de la Forêt-Noire établis de longue date par sa mère, Genofeva Dilger (1765-1838). Après avoir terminé un apprentissage de peintre d'horlogerie, il développe ses compétences en autodidacte et à un haut degré et devient bientôt l'un des portraitistes les plus recherchés au-delà des frontières de la Forêt-Noire. En plus des nobles comme la princesse Amélie, il préfère représenter des familles entières d'agriculteurs et de commerçants de la Forêt-Noire.
Il est marié à Crescentia Knöpfle, avec qui il déménage à Guntzbourg en 1825. Cependant, il n'y reste pas longtemps, mais peu de temps après la naissance de deux filles sans famille, il retourne à Furtwangen et meurt en 1851 sous la garde de sa sœur Karoline.
Le musée des Augustins de Fribourg-en-Brisgau possède huit de ses tableaux.

## Œuvres (sélection)
- Jakob Ganter, Neukirch 1827,
- Agatha Wehrle, geb. Götz, 1836
- Genoveva Kirner, geb. Dilger, 1830.
- Johann Fehrenbach, Furtwangen 1839
- Mechthild, geb. Fehrenbach, 1839
- Agathe Wehrle, geb. Eschle, 1839
- Salomon Siedle d J., 1848
- Wilhelm Fackler, Gießereibesitzer, Gütenbach 1830
- Lukas Kirner, Selbstbildnis, 1830
- Crescentia Knöpfle, 1821
- Anton Wahl, 1832
- Maria Anna Wahl, geb. Stumm, 1832